# Бовдунка
Бовдунка, Болдунка — річка в Україні, у Овруцькому районі Житомирської області, ліва притока Норині (басейн Прип'яті ).

## Опис
Довжина річки 10 км. Формується з декількох безіменних струмків. Площа басейну 18,5 км².

## Розташування
Бере початок на сході від села Павловичі. Тече на південний схід у межах сіл Клинець і Черепинки. На околиці села Коренівка впадає в річку Норинь, притоку Ужа.

## Іхтіофауна Бовдунки
У річці водяться верховодка, окунь, бистрянка, пічкур та плітка звичайна.